# Chi (kana)
ち în hiragana sau チ în katakana, (romanizat ca chi după sistemul Hepburn sau ti după sistemele Nippon și Kunrei) este un kana în limba japoneză care reprezintă o moră. Caracterul hiragana este scris cu două linii, iar caracterul katakana cu trei linii. Kana ち și チ reprezintă sunetul pronunție în japoneză [t͡ɕi] ⓘ.
Caracterul ち provine de caracterul kanji 知, iar チ provine de 千.

## Variante
Kana ち și チ se pot folosi cu semnul diacritic dakuten ca să reprezintă un alt sunet:
- ぢ / ヂ reprezintă sunetul pronunție în japoneză [d͡ʑi] sau pronunție în japoneză [ʑi] și sunt romanizate ca ji după sistemul Hepburn, zi după sistemul Kunrei sau di după sistemul Nippon.[2]

Aceste kana se mai folosesc foarte rar în texte japoneze contemporane. În mod normal kana pentru shi (し / シ) cu dakuten (じ și ジ) sunt folosite pentru reprezentarea sunetelor pronunție în japoneză [d͡ʑi] sau pronunție în japoneză [ʑi].

## Folosire în limba ainu
În limba ainu, katakana チ reprezintă sunetul [tʃi] și se poate combina cu katakana pentru ya (ヤ), yu (ユ), yo (ヨ) sau e (エ) ca să formează celălalte sunete cu [tʃ] / [ts]. Pentru sunetul [tse] (チェ) se folosește de asemenea katakana pentru se (セ) cu handakuten: セ゚.

## Forme
| Formă                                                | Rōmaji                                     | Hiragana             | Katakana             |
| ---------------------------------------------------- | ------------------------------------------ | -------------------- | -------------------- |
| Fără semne diacritice: ch- (た行 ta-gyō)             | chi                                        | ち                   | チ                   |
| Fără semne diacritice: ch- (た行 ta-gyō)             | chii chī                                   | ちい, ちぃ ちー      | チイ, チィ チー      |
| Versiunea yōon: ch- (ちゃ行 cha-gyō)                 | cha                                        | ちゃ                 | チャ                 |
| Versiunea yōon: ch- (ちゃ行 cha-gyō)                 | chaa chā, chah                             | ちゃあ ちゃー        | チャア チャー        |
| Versiunea yōon: ch- (ちゃ行 cha-gyō)                 | chu                                        | ちゅ                 | チュ                 |
| Versiunea yōon: ch- (ちゃ行 cha-gyō)                 | chuu chū                                   | ちゅう ちゅー        | チュウ チュー        |
| Versiunea yōon: ch- (ちゃ行 cha-gyō)                 | cho                                        | ちょ                 | チョ                 |
| Versiunea yōon: ch- (ちゃ行 cha-gyō)                 | chou choo chō, choh                        | ちょう ちょお ちょー | チョウ チョオ チョー |
| Cu semnul dakuten: d- (j/z-) (だ行 da-gyō)           | di (ji, zi)                                | ぢ                   | ヂ                   |
| Cu semnul dakuten: d- (j/z-) (だ行 da-gyō)           | dii (jii, zii) dī (jī, zī)                 | ぢい, ぢぃ ぢー      | ヂイ, ヂィ ヂー      |
| Versiunea yōon cu dakuten: dy- (j-) (ぢゃ行 dya-gyō) | dya (ja)                                   | ぢゃ                 | ヂャ                 |
| Versiunea yōon cu dakuten: dy- (j-) (ぢゃ行 dya-gyō) | dyaa (jaa) dyā (jā), dyah (jah)            | ぢゃあ ぢゃー        | ヂャア ヂャー        |
| Versiunea yōon cu dakuten: dy- (j-) (ぢゃ行 dya-gyō) | dyu (ju)                                   | ぢゅ                 | ヂュ                 |
| Versiunea yōon cu dakuten: dy- (j-) (ぢゃ行 dya-gyō) | dyuu (juu) dyū (jū)                        | ぢゅう ぢゅー        | ヂュウ ヂュー        |
| Versiunea yōon cu dakuten: dy- (j-) (ぢゃ行 dya-gyō) | dyo (jo)                                   | ぢょ                 | ヂョ                 |
| Versiunea yōon cu dakuten: dy- (j-) (ぢゃ行 dya-gyō) | dyou (jou) dyoo (joo) dyō (jō), dyoh (joh) | ぢょう ぢょお ぢょー | ヂョウ ヂョオ ヂョー |

| Romaji | Hiragana | Katakana |
| ------ | -------- | -------- |
| (cha)  | (ちゃ)   | (チャ)   |
| (chi)  | (ち)     | (チ)     |
| (chu)  | (ちゅ)   | (チュ)   |
| che    | ちぇ     | チェ     |
| (cho)  | (ちょ)   | (チョ)   |

| Romaji    | Hiragana   | Katakana   |
| --------- | ---------- | ---------- |
| (dya, ja) | (ぢゃ)     | (ヂャ)     |
| (dyi, ji) | (ぢぃ, ぢ) | (ヂィ, ヂ) |
| (dyu, ju) | (ぢゅ)     | (ヂュ)     |
| dye (je)  | ぢぇ       | ヂェ       |
| (dyo, jo) | (ぢょ)     | (ヂョ)     |

## Ordinea corectă de scriere
|                                      |
| Ordinea corectă de scriere pentru ち |

|                                      |
| Ordinea corectă de scriere pentru チ |

## Alte metode de scriere
- Braille:

| ・－ ・・ ・－ |

- Codul Morse: ・・－・